# Sudisławl
Sudisławl (ros. Судиславль) – osiedle typu miejskiego w środkowej części europejskiej Rosji, na terenie obwodu kostromskiego w rejonie sudisławskim stanowiąc jego ośrodek administracyjny.
Miejscowość leży nad rzeką Korba (dorzecze Wołgi) i liczy 5.112 mieszkańców (1 stycznia 2005 r.).
Pierwsza wzmianka o osadzie pochodzi z 1360 r.